# Heinrich Giesecke (Beamter)

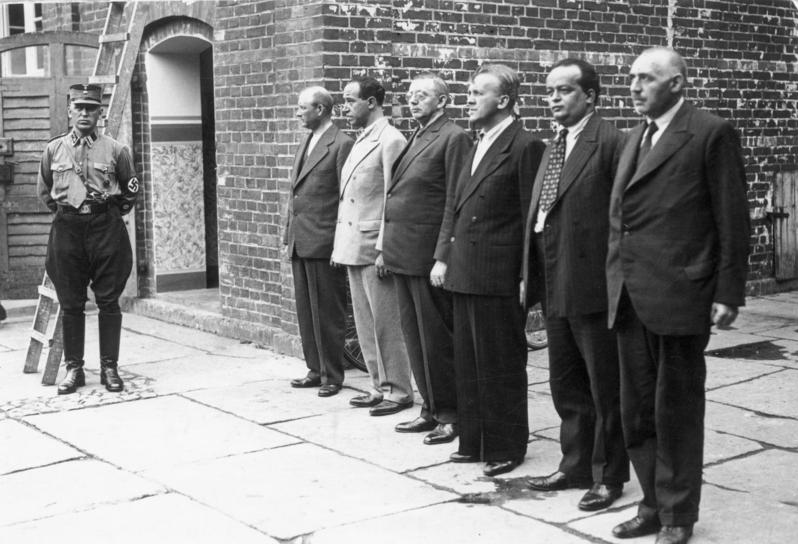
August 1933: Führende Rundfunk- und SPD-Funktionäre werden ins KZ Oranienburg eingeliefert. Vierter von rechts ist Heinrich Giesecke.

Heinrich Giesecke (* 28. Januar 1872 in Hannover; † Januar 1957 in Weimar) war ein deutscher Postbeamter im höheren technischen Dienst sowie Funk- und Radiopionier. Er war ab 1923 an führenden Stellen an Entwicklung und Aufbau des Deutschen Rundfunks beteiligt, unter anderem ab 1926 als geschäftsführender Direktor der Reichsrundfunk-Gesellschaft.

## Leben und Werk
Heinrich Giesecke studierte an der Technischen Hochschule Hannover. Nach seinem Studium trat er in den höheren Postdienst und legte 1898 die zweite Staatsprüfung ab.
Er wirkte zunächst für die Reichspost in Berlin, Düsseldorf, Hamburg und Frankfurt am Main. 1913 übernahm er die Bauleitung für die technischen Einrichtungen des Haupttelegraphenamtes in Berlin. 1918 wurde er zum Postrat ernannt und wurde Referent für das Telegraphenwesen bei der Oberpostdirektion Berlin. Seit 1921 arbeitete er im Reichspostministerium. 1922 wurde er Oberpostrat, 1923 Referent für den neu eingerichteten Rundfunk und 1924 Ministerialrat. 1925 schied er aus dem Reichsdienst aus. 1925 wurde er Vizepräsident des Weltrundfunkvereins. 1926 übernahm er als Direktor die Geschäftsführung der Reichsrundfunk-Gesellschaft.
Im August 1933 wurde Heinrich Giesecke von den Nationalsozialisten, ähnlich wie andere führende Mitarbeiter des „Weimarer Systemrundfunks“ (z. B. Alfred Braun und Hans Flesch), in Konzentrationslager verschleppt. Heinrich Giesecke verbrachte man in das KZ Oranienburg. Er konnte diese KZ-Haft überleben.